# Villa Lalatta Costerbosa

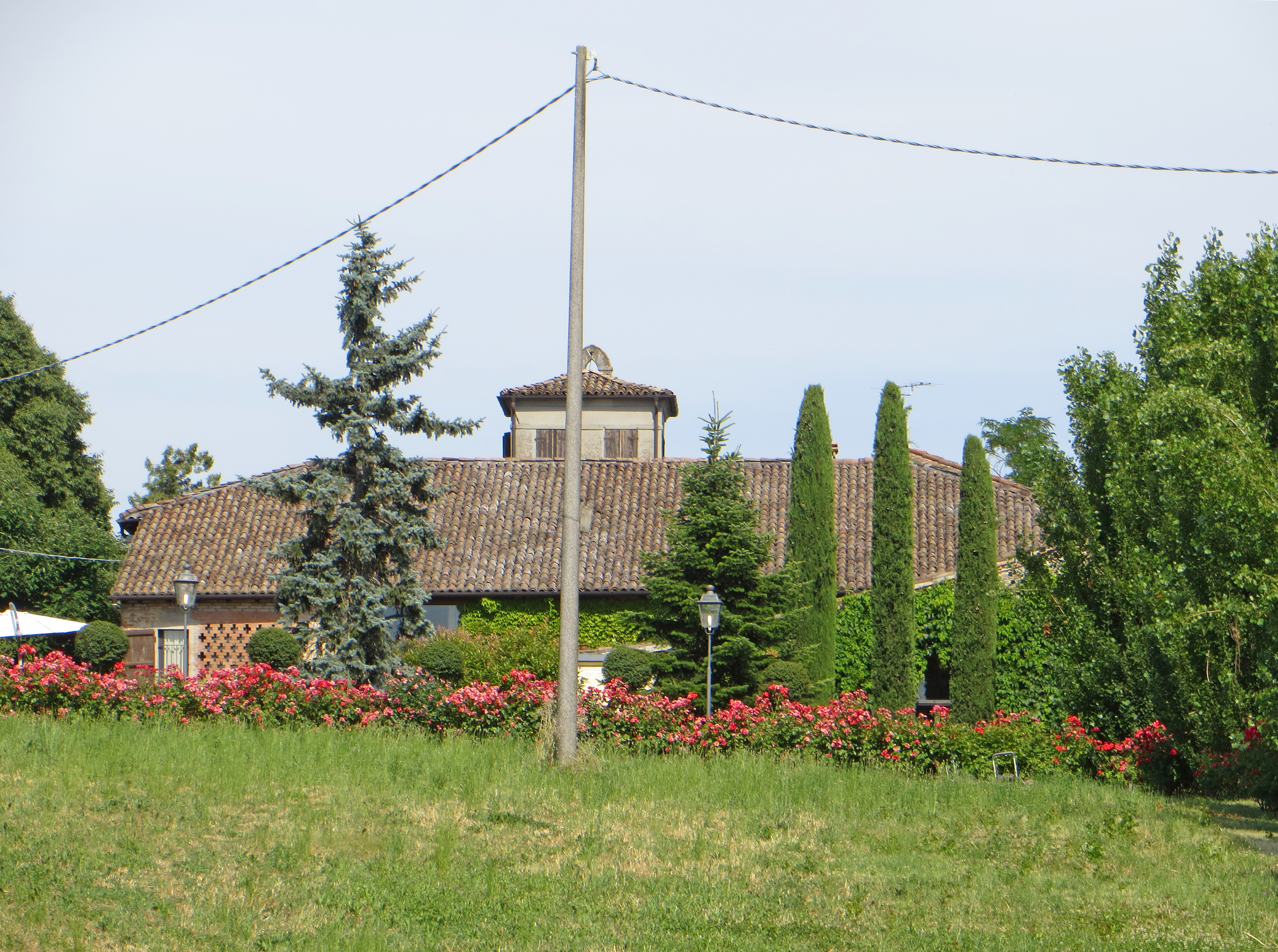
Villa Lalatta Costerbosa in Montechiarugolo

Die Villa Lalatta Costerbosa, auch Villa La Vignazza, ist ein klassizistisches Landhaus in der Via Resga 3 in Montechiarugolo in der italienischen Region Emilia-Romagna.

## Geschichte
Das ursprüngliche Gebäude ließen die Franziskaner des benachbarten Klosters Santa Maria delle Grazie im 15. Jahrhundert errichten, vermutlich als Hospiz.
Die Mönche wurden 1811 wegen der napoleonischen Dekrete über die Unterdrückung der religiösen Orden enteignet. Während das Kloster in eine Militärkaserne umgebaut wurde, wurden das Oratorio del Romito und die zugehörigen Ländereien, auf denen auch das ehemalige Hospiz steht, 1817 an Capitano Egidio Rossini verkauft. Der neue Eigentümer ließ mit Erweiterungsarbeiten an dem spätmittelalterlichen Gebäude beginnen und sie in ein klassizistisches Landhaus verwandeln. Im Anschluss daran ließ er darüber hinaus Gewächshäuser für Südfrüchte bauen und einen italienischen Garten anlegen.
1843 wurde das Landgut an den Richter Remigio Villa verkauft und 1867 an den Grafen Antonio Costerbosa versteigert. Dieser ließ es als Sommerresidenz für seine Familie umbauen, beauftragte zu diesem Zweck weitere Umbau- und Dekorationsarbeiten und ließ aus dem Oratorio del Romito eine Familienkapelle machen. Die Arbeiten wurden 1873 unter seiner Tochter Faustina, der Gattin des Markgrafen Antonio Lalatta, abgeschlossen, der an seinen eigenen Familiennamen den Familiennamen seiner Gattin anschloss und so das Haus Lalatta Costerbosa begründete.
Ende des 20. Jahrhunderts wurde mit weiteren Umbauarbeiten an dem Anwesen begonnen. Die Ländereien, die früher als Weinberge dienten, wurden vollständig der landwirtschaftlichen Nutzung zugeführt, ebenso wie die Scheunen und die anderen ländlichen Gebäude. Das Landhaus und die Höfe wurden restauriert und die angrenzenden Ställe in Empfangssäle umgewandelt.

## Beschreibung

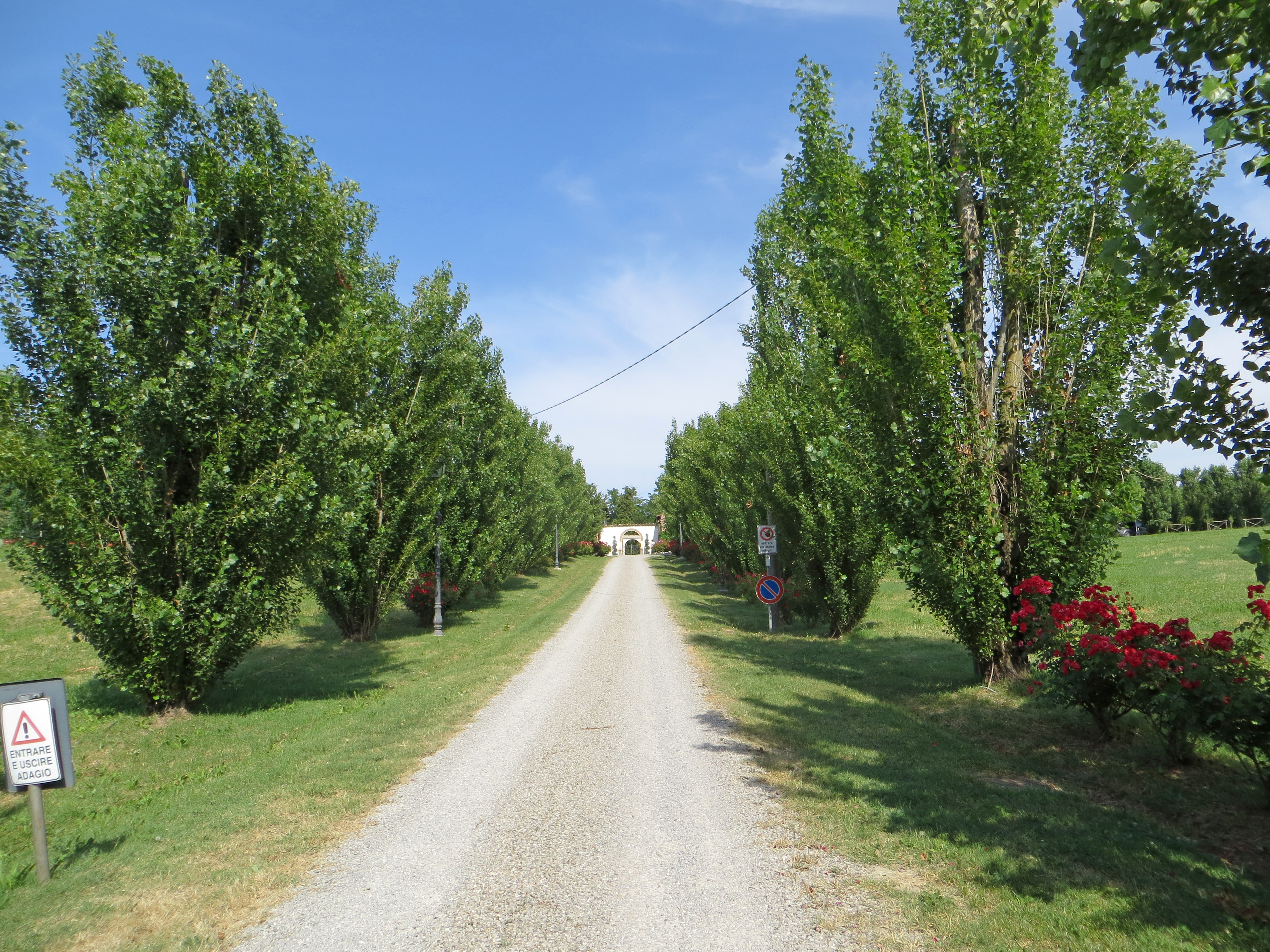
Auffahrtsallee

Der große Park, der von fast 40 Hektar kultivierter Felder des Landgutes umgeben ist, erstreckt sich bis zur hohen Böschung des Flusses Enza. Der kleine Hof mit dem Landhaus und den angrenzenden Gebäuden, der mit der Straße im Westen durch einen kleinen Fahrweg verbunden ist, liegt in aussichtsreicher Lage auf dem Gipfel der Hügelkette, wogegen das Oratorio del Romito, das über eine kleine Straße durch den Wald erreichbar ist, nordöstlich, unten am Hang, in der Nähe des Wasserlaufes liegt.

### Landhaus
Das Landhaus hat einen L-förmigen Grundriss und liegt nördlich des Hofes parallel zum Fluss. Westlich davon erheben sich angrenzend an das Gebäude die alten Stallungen und die Scheunen, wogegen der gepflasterte Innenhof, der durch zwei Tore am östlichen und westlichen Ende abgeschlossen ist, im Süden durch landwirtschaftliche Gebäude begrenzt wird.
Die symmetrische Ostfassade des Landhauses, die vollständig verputzt ist, erstreckt sich über zwei oberirdische Hauptgeschosse. In ihrer Mitte ist das Eingangsportal angebracht, das man über eine Treppe mit einigen Stufen erreicht, während sich in der Mitte des Obergeschosses eine Fenstertüre mit kleinem Balkon befindet. Ganz oben auf dem Dach erhebt sich ein Aussichtsturm mit quadratischem Grundriss.
In zahlreichen Räumen, deren Wände im Zuge des 1873 beendeten Umbaus mit Temperadekorationen versehen wurden, gibt es auch große, offene Kamine aus dem 19. Jahrhundert. Auch ist das Landhaus mit mehrfarbigen Glastüren im Jugendstil verziert.

#### Oratorio del Romito
Die kleine Kapelle, die ursprünglich im 11. und 12. Jahrhundert von den Augustinerbrüdern des benachbarten Klosters Santa Felicola errichtet und 1530 von der Gräfin Domitilla Trivulzio den Franziskanerbrüdern des Klosters Santa Maria delle Grazie gestiftet wurde, wurde von diesen Franziskanern Ende des 17. und Anfang des 18. Jahrhunderts vollständig restauriert. Sie wurde von Gräfin Faustina Costerbosa als Familienkapelle umgebaut und enthält im Presbyterium einige wertvolle Fresken aus dem späten 17. Jahrhundert, die während der Restaurierungsarbeiten Ende des 20. Jahrhunderts gefunden wurden.

### Park

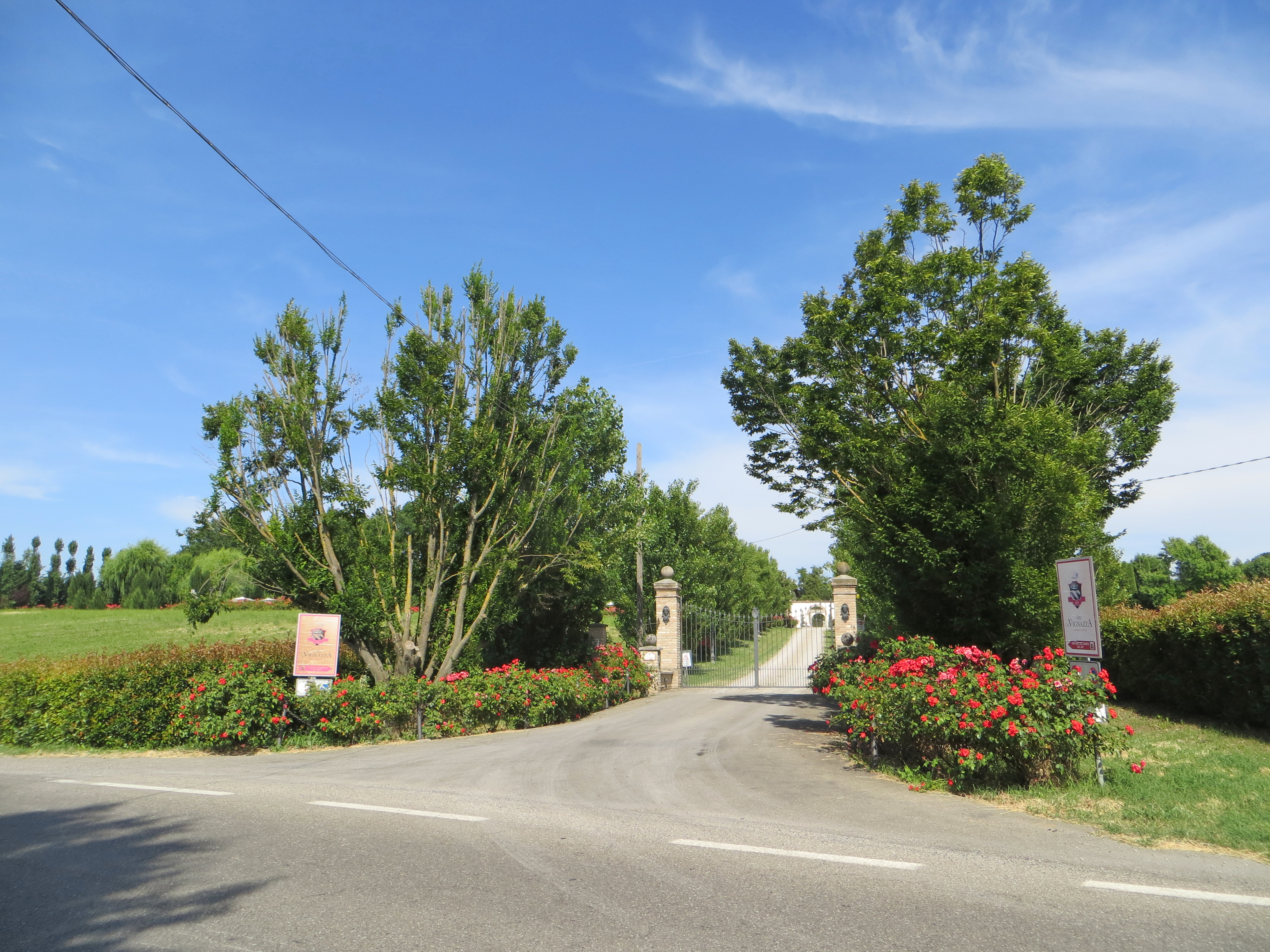
Auffahrtsallee

Der Park erstreckt sich vom Landhaus nach Nordosten bis zum Rand der hohen Böschung; von ihm aus hat man eine gute Übersicht über das Tal.
Der Garten, der von Spazierwegen durchzogen ist, wird durch zahlreiche 100-Jährige Bäume bereichert, darunter Traubeneichen, Flaumeichen, Rosskastanien, Ulmen und Koniferen. Besonders stechen eine Steineiche mit doppeltem Stamm und eine alte Libanon-Zeder mit beachtlichen Ausmaßen hervor.